# Baron von Raschke
James Donald Raschke (né le 18 octobre 1940 à Omaha (Nebraska)) est un catcheur américain à la retraite, mieux connu sous son nom de ring, le Baron von Raschke.

## Carrière dans le catch
Après une carrière réussie dans la lutte (avec notamment une médaille de bronze en lutte gréco-romaine aux Championnats du monde de lutte 1963) et un passage dans l'armée des États-Unis, James Raschke commence le catch en 1966 à l'American Wrestling Association en tant qu'arbitre, puis, peu après, en tant que catcheur sous son vrai nom, jouant de sa notoriété de lutteur dans la région. Il opte alors pour le pseudonyme Baron von Raschke et prétend être d'Allemagne. Il marche au pas de l'oie et adopte sa prise de finition, le « brainclaw ». À ses débuts, Von Raschke utilise également une prise de soumission qu'il appelle le « Prussian sleeper », une variante complexe d'une prise du sommeil. Son slogan est alors : « J'ai reçu l'ordre de gagner ! Je dois gagner ! Et je vais gagner ! ».
Tout au long des années 1970 et au début des années 1980, il remporte de nombreux titres en solo et par équipe dans plusieurs territoires de la National Wrestling Alliance (NWA) et de l'AWA, et travaille pour la World Wide Wrestling Federation, où sa « brainclaw » est  « censurée » par un énorme X rouge parce qu'elle est considérée comme trop violente. Managépar Fred Blassie, le match le plus prestigieux de Von Raschke de dans cette fédération dans les années 1970 a eu lieu en mars 1977, quand il affronte le champion du monde poids lourd de la WWWF, Bruno Sammartino, pour le titre au Madison Square Garden de New York. Von Raschke perd le match par disqualification lorsque, après que Sammartino se soit retrouvé emmêlé dans les cordes, il pousse l'arbitre à l'écart alors qu'il avait sa « claw » pressée contre la tête de Sammartino. Ce dernier vainc Von Raschke lors du match revanche, le mois suivant, toujours au Madison Square Garden, marquant la dernière défense de titre réussie de Sammartino avant de perdre la ceinture face à  « Superstar » Billy Graham.
En 1978, von Raschke est reconnu comme étant le premier champion de NWA de la Télévision (lorsque le titre Mid Atlantic Television est renommé).

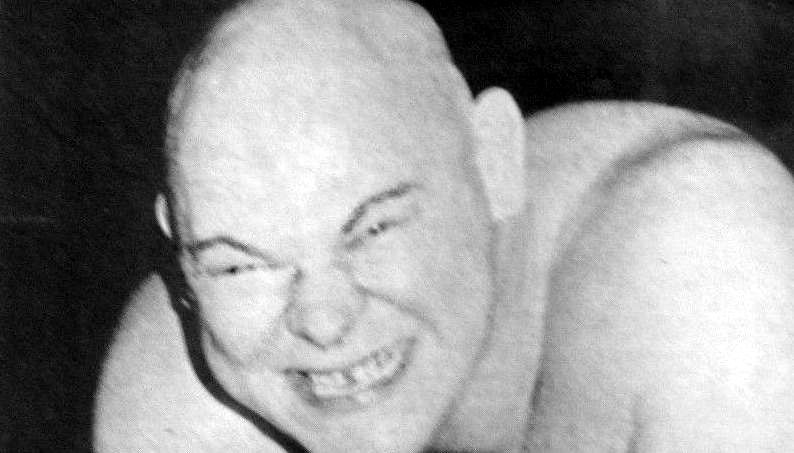
Raschke en 1975

En mai 1984, Raschke et The Crusher battent Jerry Blackwell et Ken Patera pour le championnat du monde par équipe de l'AWA. Ils perdent les ceintures en août de la même année au profit des Road Warriors.
En 1986, il travaille pour la NWA de la Jim Crockett Promotions où il retrouve son ancien partenaire, Paul Jones (qui est maintenant un manager) dans le cadre de la Paul Jones' Army. Il  remplace aussi Krusher Khruschev, blessé, en défendant le championnat du monde NWA par équipe à six avec Ivan et Nikita Koloff. Vers la fin de son programme, il tourne face contre Jones et fait équipe avec Hector Guerrero en battant The Barbarian et Pez Whatley lors de Starrcade (1986). Après avoir fait équipe avec Wahoo McDaniel à la Crockett Cup de 1987, il quitte la National Wrestling Alliance.
Il a un bref passage à la World Wrestling Federation en 1988 en tant que manager du Barbarian et du Warlord (The Power of Pain) sous le nom du « Baron »,, mais a été libéré de son contrat peu de temps après son arrivée.
Raschke refait surface à l'AWA, retournant sur le ring pour feuder avec Soldat Ustinov et Teijho Khan à la fin de l'année 1988. Il devient ensuite capitaine « Baron's Blitzers » lors de la Team Challenge Series. Lorsque l'AWA fait faillite, Raschke continue à lutter pour des promotions indépendantes, principalement dans la région du Minnesota, acant de prendre sa retraite en 1995.
Raschke participe à l'un des matchs de légendes lors du premier Slamboree: A Legend's Reunion de la World Championship Wrestling en 1993. Il fait équipe avec Ivan Koloff, perdant contre Thunderbolt Patterson et Brad Armstrong.
Son dernier match est une victoire sur David Lynch lors de Superstars of Wrestling à Princeton, en Virginie-Occidentale, le 10 février 1996.
Lorsqu'il ne luttait pas, Raschke travaillait comme professeur suppléant. À sa retraite, Raschke a acheté et géré un magasin de bric-à-brac appelé The Wigwam à Lake George dans le Minnesota. Il le vend en 2000.
À partir d'avril 2007, James Raschke joue une pièce basée sur sa vie, son personnage et son époque dans l'AWA pendant plusieurs mois au Minnesota History Theatre. La pièce détaille comment un homme très doux et poli a créé une gimmick qui a attiré tellement de heat que son partenaire (et ami de la vraie vie), Mad Dog Vachon, et lui ont souvent dû se battre pour sortir du ring.

## Palmarès

### Catch
- American Wrestling Association
  - AWA World Tag Team Championship (1 fois) – avec Crusher Lisowski (en)[8]
- Cauliflower Alley Club (en)
  - Iron Mike Mazurki Award (2018)[9]
  - Other honoree (2004)
- Central States Wrestling (en)
  - NWA World Tag Team Championship (Central States version) (en) (1 fois) - avec Maurice Vachon[10]
  - NWA North American Tag Team Championship (Central States version) (en) (1 fois) - avec Harley Race[10],[11]
- Championship Wrestling from Florida (en)
  - NWA Florida Television Championship (en) (1 fois)[12]
- Georgia Championship Wrestling (en)
  - NWA Georgia Heavyweight Championship (en) (1 fois)[2]
- International Wrestling Association
  - IWA International Heavyweight Championship (1 fois)
- International Wrestling Institute and Museum
  - George Tragos/Lou Thesz Professional Wrestling Hall of Fame (en) (promotion de 2002)
- Mid-Atlantic Championship Wrestling (en)
  - NWA Television Championship (2 fois)[1]
  - NWA World Six-Man Tag Team Championship (1 fois) - avec Ivan et Nikita Koloff lorsque Krusher Khruschev s'est blessé
  - NWA World Tag Team Championship (Mid-Atlantic version) (3 fois) avec Paul Jones (en) (2) et Greg Valentine (1)[13]
- NSW
  - NSW Tag Team Championship (1 fois) - avec Tommy Jammer (en)
- NWA Big Time Wrestling (en)
  - WCWA World Heavyweight Championship (en) (1 fois)[14],[15]
  - NWA Brass Knuckles Championship (Texas version) (en) (1 fois)[16],[17]
- Professional Wrestling Hall of Fame
  - Promotion de 2013[18]
- Pro Wrestling America (en)
  - PWA Tag Team Championship (en) (2 fois) - avec Ken Patera (1) et Brad Rheingans (en) (1)[19]
- Pro Wrestling Illustrated
  - no  332 sur 500 de la liste des meilleurs catcheurs de l'année 1991[20]
  - no  350 sur 500 de la liste des meilleurs catcheurs de l'année 1992[20]
  - no  335 sur 500 de la liste des meilleurs catcheurs de l'année 1993[20]
  - no  476 sur 500 de la liste des meilleurs catcheurs de l'année 1994[20]
  - no  433 sur 500 de la liste des meilleurs catcheurs de l'année 1995[20]
- St. Louis Wrestling Hall of Fame (en)
  - Promotion de 2009
- World Wrestling Association (Indianapolis) (en)
  - WWA World Heavyweight Championship (en) (3 fois)[8]
  - WWA World Tag Team Championship (en) (1 fois) - avec Ernie Ladd[21],[22]
- Wrestling Observer Newsletter
  - Pire équipe en 1994 avec The Crusher

### Lutte gréco-romaine
- Médaille de bronze dans la catégorie des plus de 97 kg aux Championnats du monde de lutte 1963 à Sofia